# Dreptate în lanțuri

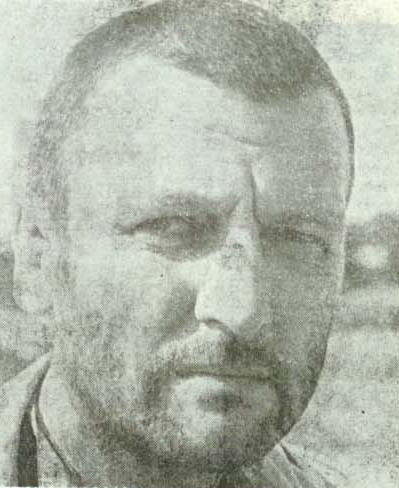
Haiducul Pantelimon în interpretarea lui Ovidiu Iuliu Moldovan.

Dreptate în lanțuri este un film românesc din 1984 scris și regizat de Dan Pița. În rolurile principale joacă actorii Ovidiu Iuliu Moldovan, Victor Rebengiuc, Claudiu Bleonț și Petre Nicolae. Filmul este bazat pe evenimente reale, fiind inspirat după monografia Reabilitarea unui haiduc: Pantelimon de Mihai Stoian.

## Rezumat
Tudor Pantelimon (Ovidiu Iuliu Moldovan) este un țăran român de la începutul secolului trecut care este nevoit să ducă singur o lupta îndelungată împotriva nedreptăților autorităților.

## Distribuție
- Ovidiu Iuliu Moldovan — Toader Pantelimon a Dumitroaiei, haiduc[2]
- Victor Rebengiuc — Coroiu, inspectorul șef al jandarmeriei județene
- Claudiu Bleonț — Năstase, dezertor din armată, tovarăș al lui Pantelimon
- Petre Nicolae — Ion Radu, tovarăș al lui Pantelimon (menționat Nicolae Petrică)
- Sebastian Comănici — Macarie, fost jandarm, condamnat pentru delapidare, șeful operațiunilor pentru prinderea lui Pantelimon
- Alfred Demetriu — Lascu, procurorul șef al județului
- Vasile Nițulescu — moșul care construiește o fântână și o troiță
- Patricia Grigoriu — guvernanta care se alătură haiducilor
- Ana-Maria Călinescu — Paulina, soția lui Pantelimon
- Maia Morgenstern — Floarea, cântăreață, fosta soție a lui Coroiu, fosta amantă a lui Pantelimon (menționată Maia Istodor)
- Ion Plăeșanu — Lazăr
- Traian Dănceanu
- Nicolae Budescu
- Costache Babii
- Cristian Motriuc
- Adi Carauleanu (menționat Adrian Carauleanu)
- Dan Antoci
- Adrian Pavlovschi
- Claudiu Istodor
- Marian Drăgan
- Traian Andrii
- Dumitru Ghiuzelea
- Ligia Dumitrescu
- Dumitru Zamfira
- Nuni Anestin — jandarm
- Miruna Birău
- Gheorghe Metzenrat
- Tudorel Filimon (menționat Filimon Tudorel)
- Alexandru Mihai
- Lucian Iancu — președintele Tribunalului
- Victor Ionescu
- Mircea Rusu
- Florin Predună
- Relu Morariu Grigore
- Mihai Stoicescu
- Mihai Maltopol
- Camelia Maxim — fata de la han
- Robert Linz
- Liliana Tudor
- Florin Voican
- Ștefan Pană
- Mihai Verbițki
- Traian Zecheru
- Flavius Constantinescu
- Ion Cocieru
- George Alexandru
- Cătălina Murgea
- Diana Gheorghian — fosta iubită a lui Năstase
- Geo Dobre
- Victoria Șerban — domnișoară de la picnic (menționată Victorița Șerban)
- Andrei Codarcea — prefectul județului (nemenționat)

## Primire
Filmul a fost vizionat de 1.671.144 de spectatori în cinematografele din România, după cum atestă o situație a numărului de spectatori înregistrat de filmele românești de la data premierei și până la data de 31 decembrie 2014 alcătuită de Centrul Național al Cinematografiei.

## Premii
- 1984 - ACIN - Premiile pentru regie și interpretare masculină (Ovidiu Iuliu Moldovan); Diplome de onoare (Claudiu Bleonț și Petre Nicolae)
- 1985 - Santarem - Premiul special al juriului și premiul de interpretare masculină (Ovidiu Iuliu Moldovan)